# Francesco Perlini
Francesco Perlini (1961, San Bonifacio, Verona, Italia) es un ex piloto de Rally raid y empresario italiano de Perlini Equipment SpA.

## Biografía
Es hijo de Roberto Perlini, fundador de la empresa fabricante de camiones Perlini Equipment SpA en 1957.

Es especialista en enduro. Fue competidor del Rally de los Faraones en la categoría de camiones campeón en 1988, y varios rallies de la epoca.
Su primer participación fue en el Rally Dakar fue en 1991, estando líder de la carrera a falta de tres fechas, tuvo que abandonar por una rotura de las suspensiones del camión, sin embargo, su compañero de equipo Jacques Houssat se consagró campeón.
En sus próximos torneos, logro sus mejores resultados en el Rally Dakar de 1992 y el de 1993, en la categoría camiones, consagrándose campeón en 2 ocasiones con el prototipo Perlini 105F, con amplio dominio en ambas carreras. 
Sin embargo tras el retiro de la marca de la familia en el Dakar, dejó de competir y se centró en la empresa familiar.

## Resultados

### Rally Dakar
| Año     | Clase    | Vehículo | Copilotos                         | Posición |
| ------- | -------- | -------- | --------------------------------- | -------- |
| 1991    | Camiones | Perlini  | Claudio Vinante / Giorgio Albiero | Ret.     |
| 1992    | Camiones | Perlini  | Claudio Vinante / Giorgio Albiero | 1.º      |
| 1993    | Camiones | Perlini  | Claudio Vinante / Giorgio Albiero | 1.º      |
| Fuente: |          |          |                                   |          |

### Rally de Faraones
| Año  | Clase    | Vehículo | Posición |
| ---- | -------- | -------- | -------- |
| 1988 | Camiones | Perlini  | 1.º      |